# Мурські Петровці
Мурські Петровці (словен. Murski Petrovci) — поселення в общині Тишина, Помурський регіон, Словенія. Висота над рівнем моря: 200,1 м.